# Taupō (miasto)
Taupō – miasto w Nowej Zelandii. Położone nad jeziorem Taupō w centrum Wyspy Północnej. Leży w południowej części regionu Waikato. W odległości 8 km na południe od miasta znajduje się port lotniczy Taupō.

## Miasta partnerskie
- Hakone, Japonia
- Numea, Nowa Kaledonia
- Suzhou, Chińska Republika Ludowa
- Xi’an, Chińska Republika Ludowa